# Parazoanthus anguicomus
Parazoanthus anguicomus is een Zoanthideasoort uit de familie van de Parazoanthidae. De wetenschappelijke naam van de soort werd in 1868 voor het eerst geldig gepubliceerd door Norman.

## Beschrijving
Een koloniale anemoon vergelijkbaar met Parazoanthus axinellae, maar poliepen zijn over het algemeen groter, tot 25 mm lang en 8 mm in diameter, met 34-44 tentakels. De kleur van de hele kolonie is witachtig, soms gekleurd met bleekgeel of roze als de geslachtsklieren rijp zijn.

## Verspreiding
Parazoanthus anguicomus wordt gevonden op verspreide locaties in Schotland en in diep water rond Noord-Europa, in het zuiden tot Lundy en Bretagne. Deze soort leeft vaak op organische substraten: sponzen, zakpijpen, wormbuizen, dode koralen, enz., maar ook op rotsen en wrakken. Komt over het algemeen voor in diep water tot ten minste 400 meter, maar wordt ook aangetroffen in ondiepe kustwateren. Vaak op donkere plekken onder overstekken en op het dak van grotten.